# Sarcophaga hetaera
Sarcophaga hetaera är en tvåvingeart som först beskrevs av Henry J. Reinhard 1952.  Sarcophaga hetaera ingår i släktet Sarcophaga och familjen köttflugor. Inga underarter finns listade i Catalogue of Life.